# Bătrâni (Prahova megye)
Bătrâni község és falu Prahova megyében, Munténiában, Romániában. A hozzá tartozó település Poiana Mare.

## Fekvése
A megye északi részén található, a megyeszékhelytől, Ploieștitől, negyvenkilenc kilométerre északkeletre, a Bătrâneanca patak mentén.

## Története
A 19. század végén a község Prahova megye Teleajen járásához tartozott és Bătrâni valamint Poiana Mare falvakból állt, 1598 lakossal. A község tulajdonában volt egy 1839-ben megnyitott iskola valamint két templom.
1925-ös évkönyv szerint 1844 lakosa volt.
1950-ben közigazgatási átszervezés alapján, a Prahova-i régió Teleajen rajonjához került, majd 1952-ben a Ploiești régióhoz csatolták.
1968-ban ismét megyerendszert vezettek be az országban, a községet megszüntették és Starchiojd irányítása alá helyezték a két falut, melyek így az újból létrehozott Prahova megye részei lett.
2005-ben kapott ismét községi rangot, miután kivált Starchiojd község irányítása alól.